# Giải Robert cho phim Đan Mạch hay nhất
Giải Robert cho phim Đan Mạch hay nhất là một giải của Viện Hàn lâm Phim Đan Mạch trao hàng năm cho một phim của Đan Mạch sản xuất trong năm trước đó, được bầu chọn là hay nhất.
Dưới đây là danh sách các phim đoạt giải:

## Từ năm 1984 tới 2000
| Năm  | Phim                                         | Đạo diễn             |
| 1984 | Skønheden og udyret                          | Nils Malmros         |
| 1985 | Forbrydelsens element (The Element of Crime) | Lars von Trier       |
| 1986 | Den flyvende djævle                          | Anders Refn          |
| 1987 | Flamberede hjerter                           | Helle Ryslinge       |
| 1988 | Pelle Erobreren                              | Bille August         |
| 1989 | Skyggen af Emma                              | Søren Kragh-Jacobsen |
| 1990 | Dansen med Regitze                           | Kaspar Rostrup       |
| 1991 | Lad isbjørnene danse                         | Birger Larsen        |
| 1992 | Europa                                       | Lars von Trier       |
| 1993 | Kærlighedens smerte                          | Nils Malmros         |
| 1994 | The House of Spirits                         | Bille August         |
| 1995 | Nattevagten (Nightwatch)                     | Ole Bornedal         |
| 1996 | Menneskedyret                                | Carsten Rudolf       |
| 1997 | Breaking the Waves                           | Lars von Trier       |
| 1998 | Barbara                                      | Nils Malmros         |
| 1998 | Lets Get Lost                                | Jonas Elmer          |
| 1999 | Festen                                       | Thomas Vinterberg    |
| 2000 | Den eneste ene                               | Susanne Bier         |

## Danh sách các phim đoạt giải và các phim được đề cử từ năm 2001
2001
Bænken – của Per Fly
Anna – của Erik Wedersøe
Blinkende lygter – của Anders Thomas Jensen
Cirkeline 2: Ost og kærlighed – của Jannik Hastrup
Dancer in the Dark – của Lars von Trier
Dykkerne – của Åke Sandgren
Fruen på Hamre – của Katrine Wiedemann
Her i nærheden – của Kaspar Rostrup
Hjælp, jeg er en fisk – của Stefan Fjeldmark, Michael Hegner & Greg Manwaring
Italiensk for begyndere – của Lone Scherfig
Juliane – của Hans Kristensen
Max – của Trine Piil Christensen
Mirakel (Miracle) – của Natasha Arthy
Pyrus på pletten – của Martin Miehe-Renard
På fremmed mark – của Aage Rais-Nordentoft
Slip hestene løs – của Erik Clausen
2002
Kira (En kærlighedshistorie) – của Ole Christian Madsen
At klappe med een hånd – của Gert Fredholm
The King Is Alive – của Kristian Levring
Shake It All About (En kort en lang) – của Hella Joof
Monas verden – của Jonas Elmer
2003
Open Hearts (Elsker dig for evigt) – của Susanne Bier
At kende sandheden – của Nils Malmros
Jeg er Dina – của Ole Bornedal
Okay – của Jesper W. Nielsen
Wilbur Wants to Kill Himself (Wilbur begår selvmord) – của Lone Scherfig
2004
Arven – của Per Fly
Dogville – của Lars von Trier
Lykkevej – của Morten Arnfred
Reconstruction – của Christoffer Boe
Rembrandt – của Jannik Johansen
2005
King's Game (Kongekabale) – của Nikolaj Arcel
Dag og nat – của Simon Staho
Forbrydelser – của Annette K. Olesen
Lad de små børn – của Paprika Steen
Pusher II – của Nicolas Winding Refn
2006
Adams æbler – của Anders Thomas Jensen
Drabet – của Per Fly
Fluerne på væggen – của Åke Sandgren
Manderlay – của Lars von Trier
Dark Horse (Voksne mennesker) – của Dagur Kári
2007
Drømmen – của Niels Arden Oplev
Efter brylluppet – của Susanne Bier
Offscreen – của Christoffer Boe
Prag – của Ole Christian Madsen
Princess – của Anders Morgenthaler
En Soap – của Pernille Fischer Christensen
2008
Kunsten at græde i kor – của Peter Schønau Fog
Daisy Diamond – của Simon Staho
Ekko – của Anders Morgenthaler
Hvid nat – của Jannik Johansen
Kærlighed på film – của Ole Bornedal
2009
Frygtelig Lykkelig – của Henrik Ruben Genz
Den du frygter – của Kristian Levring
Little Soldier (Lille soldat) – của Annette K. Olesen
Flammen og Citronen – của Ole Christian Madsen
To Verdener – của Niels Arden Oplev